# Parafia Trójcy Świętej w Hatfield
Parafia Trójcy Świętej w Hatfield (ang. Holy Trinity Parish) – parafia rzymskokatolicka  położona w Hatfield, Massachusetts, Stany Zjednoczone.
Była ona jedną z wielu etnicznych, polonijnych parafii rzymskokatolickich w Nowej Anglii.
Nazwa parafii jest związana z kultem Trójcy Świętej.
Ustanowiona w 1916 roku.
Parafia zamknięta pod koniec 2009 roku.

## Duszpasterze
- ks. Robert J Coonan (ostatni)